# 腓理徒
腓理徒（Philetus）是保罗提到的一位早期基督徒，保罗警告提摩太提防他以及他的错误同伴许米乃。 

## 错误的教导
保罗以许米乃和腓理徒为例，表示他们的教导以及这种教导所造成的后果，在信仰和道德上对教会造成了最严重的伤害。这些人的具体错误在于他们否认会有任何身体复活。他们将所有圣经中提到的这种状态视为比喻或隐喻。他们绝对将其灵化，并认为复活已成为过去。复活是不可能的，所以他们教导，除了从无知到知识，从罪到义。死人永远不会听到基督的声音并从坟墓中出来。基督徒知道基督从死里复活，就盼望有一天他的身体会像基督一样复活。但这种信仰被许米乃和腓理徒的教导彻底否定了。
保罗告诉我们，他们的这种教导已经推翻了一些人的信仰。它还会完全推翻基督教信仰，因为如果死人没有复活，基督也没有从死里复活，“你们仍在罪里。” 
否认身体的复活，无论是对一般人类还是对基督来说都是对信仰的推翻。它没有留下任何可以依附的东西，没有活着的基督来拯救、带领和安慰他的子民。使徒接着说，这种教导“如同毒疮，越烂越大”，并且会增加更多的不敬虔。正如毒疮侵蚀肉体一样，这种教导也侵蚀基督教信仰。保罗不止一次谨慎地说，否认死人复活的教导不可避免地会导致“不敬虔”和“罪孽”。
许米乃和腓理徒可能相信基督教异端诺斯底主义的新生形式。